# Серикжанов, Ерлан Кайратканович
Ерлан Кайратканулы Серикжанов (род. 12 февраля 1995) — казахстанский дзюдоист представляющий свою национальную федерацию на крупных международных соревнованиях, серебряный призёр чемпионата мира 2018 года в весовой категории до 66 кг. Чемпион Азии 2019 года.

## Биография
На чемпионате мира 2018 года в Баку, в весовой категории до 66 кг, он вышел в финал, но уступил японцу Хифуми Абэ и завоевал серебряную медаль мирового чемпионата.
На чемпионате Азии в 2019 году в Объединённых Арабских Эмиратах, в весовой категории до 66 кг он одолев всех своих соперников стал чемпионом континента. В финале поборол своего соотечественника Елдоса Жумаканова.